# Tour d'Italie 1936
La 24e édition du Tour d'Italie s'est élancée de Milan le 16 mai 1936 et est arrivée à Milan le 7 juin. Long de 3 766 km, ce Giro a été remporté par l'Italien Gino Bartali.

## Équipes participantes
| N. | Code | Équipe  |
| -- | ---- | ------- |
|    | BIA  | Bianchi |
|    | DEI  | Dei     |
|    | FRE  | Frejus  |
|    | GAN  | Ganna   |

| N. | Code | Équipe     |
| -- | ---- | ---------- |
|    | GLO  | Gloria     |
|    | LEG  | Legnano    |
|    | MAI  | Maino      |
|    | IND  | Individuel |

## Classement général
| Classement général final |                   |
| --- | ----------------- |
| \| 1. Gino Bartali \| 120 h 12 min 30 s \| \| 2. Giuseppe Olmo \| à 2 min 36 s \| \| 3. Severino Canavesi \| à 7 min 49 s \| \| 4. Adalino Mealli \| à 14 min 04 s \| \| 5. Giovanni Valetti \| à 14 min 15 s \| \| 6. Domenico Piemontesi \| à 16 min 31 s \| \| 7. Ambrogio Morelli \| à 17 min 44 s \| \| 8. Vasco Bergamaschi \| à 18 min 35 s \| \| 9. Enrico Mollo \| à 19 min 27 s \| \| 10. Edoardo Molinar \| à 20 min 48 s \| \| 89 partants \| \| |                   |
| 1. Gino Bartali | 120 h 12 min 30 s |
| 2. Giuseppe Olmo | à 2 min 36 s      |
| 3. Severino Canavesi | à 7 min 49 s      |
| 4. Adalino Mealli | à 14 min 04 s     |
| 5. Giovanni Valetti | à 14 min 15 s     |
| 6. Domenico Piemontesi | à 16 min 31 s     |
| 7. Ambrogio Morelli | à 17 min 44 s     |
| 8. Vasco Bergamaschi | à 18 min 35 s     |
| 9. Enrico Mollo | à 19 min 27 s     |
| 10. Edoardo Molinar | à 20 min 48 s     |
| 89 partants |                   |

## Étapes
| Étape      | Date     | Villes étapes                         | km       | Vainqueur d'étape | Leader du classement général |
| 1re étape  | 16 mai   | Milan - Turin                         | 161      | Giuseppe Olmo     | Giuseppe Olmo                |
| 2e étape   | 17 mai   | Turin - Gênes                         | 206      | Aldo Bini         | Aldo Bini                    |
| 3e étape   | 18 mai   | Gênes - Montecatini Terme             | 206      | Raffaele Di Paco  | Aldo Bini                    |
| 4e étape   | 20 mai   | Montecatini Terme - Grosseto          | 220      | Fabio Battesini   | Aldo Bini                    |
| 5e étape   | 21 mai   | Grosseto - Rome                       | 248      | Giuseppe Olmo     | Aldo Bini                    |
| 6e étape   | 23 mai   | Rome - Naples                         | 230      | Giuseppe Olmo     | Giuseppe Olmo                |
| 7e étape   | 24 mai   | Naples - Bari                         | 283      | Raffaele Di Paco  | Giuseppe Olmo                |
| 8e étape   | 26 mai   | Bari - Campobasso                     | 243      | Olimpio Bizzi     | Giuseppe Olmo                |
| 9e étape   | 27 mai   | Campobasso - L'Aquila                 | 204      | Gino Bartali      | Gino Bartali                 |
| 10e étape  | 28 mai   | L'Aquila - Rieti                      | 117      | Raffaele Di Paco  | Gino Bartali                 |
| 11e étape  | 29 mai   | Rieti - Monte Terminillo              | 20 (clm) | Giuseppe Olmo     | Gino Bartali                 |
| 12e étape  | 30 mai   | Rieti- Florence                       | 292      | Giuseppe Olmo     | Gino Bartali                 |
| 13e étape  | 31 mai   | Florence - Cesenatico                 | 139      | Giuseppe Olmo     | Gino Bartali                 |
| 14e étape  | 1er juin | Cesenatico - Ferrare                  | 155      | Raffaele Di Paco  | Gino Bartali                 |
| 15ea étape | 2 juin   | Ferrare - Padoue                      | 106      | Raffaele Di Paco  | Gino Bartali                 |
| 15eb étape | 2 juin   | Padoue - Venise                       | 39 (clm) | Giuseppe Olmo     | Gino Bartali                 |
| 16e étape  | 4 juin   | Venise - Legnago                      | 189      | Giuseppe Olmo     | Gino Bartali                 |
| 17ea étape | 5 juin   | Legnago - Riva del Garda              | 139      | Giuseppe Olmo     | Gino Bartali                 |
| 17eb étape | 5 juin   | Riva del Garda - Gardone Riviera      | 100      | Gino Bartali      | Gino Bartali                 |
| 18e étape  | 6 juin   | Gardone Riviera - Salsomaggiore Terme | 206      | Gino Bartali      | Gino Bartali                 |
| 19e étape  | 7 juin   | San Pellegrino Terme - Milan          | 248      | Giuseppe Olmo     | Gino Bartali                 |

## Classements annexes
| Classement de la montagne | Gino Bartali      | ... points   |
| Deuxième                  | Severino Canavesi | ... points   |
| Troisième                 | Edoardo Molinar   | ... points   |
| Classement par équipes    | Legnano           | ...h ..' .." |
| Deuxième                  | ...               | -            |
| Troisième                 | ...               | -            |

## Sources
- (nl) Cet article est partiellement ou en totalité issu de l’article de Wikipédia en néerlandais intitulé « Ronde van Italië 1936 » (voir la liste des auteurs).